# Dáma ze Šanghaje
Dáma ze Šanghaje (v anglickém originále The Lady from Shanghai) je americký černobílý film z roku 1947. Natočil jej režisér Orson Welles (neuvedený v titulcích) podle scénáře, který napsal podle románu If I Die Before I Wake od Raymonda Sherwooda Kinga. Hlavní role v něm ztvárnili Orson Welles, Rita Hayworthová (jeho tehdejší manželka), Everett Sloane a Glenn Anders. Film pojednává o irském námořníkovi Michaelu O'Harovi. Ten se v newyorském Central Parku setká s mladou ženou Elsou, zachrání ji před napadením a ona jej pozve na plavbu přes Panamský průplav do San Francisca. Zaplete se však do problémů mezi Elsiným manželem Arthurem Bannisterem a jeho partnerem Georgem Grisbym.
Film byl natáčen ve studiích společnosti Columbia Pictures a částečně přímo v Acapulcu, San Franciscu (Portsmouthské náměstí, Steinhartovo akvárium, Playland) a nedalekém Sausalitu. Jachtu Zaca, na níž se značná část příběhu odehrává, vlastnil herec Errol Flynn, který se v jedné scéně krátce také objevuje. Film byl nejdříve uveden v Evropě, do amerických kin se dostal až po dlouhém odkladu v červnu 1948. Od roku 2018 je film uchováván v Národním filmovém registru v Knihovně Kongresu.

## Obsazení
| Rita Hayworthová | Elsa Bannisterová |
| Orson Welles     | Michael O'Hara    |
| Everett Sloane   | Arthur Bannister  |
| Glenn Anders     | George Grisby     |
| Ted de Corsia    | Sidney Broome     |
| Erskine Sanford  | soudce            |
| Gus Schilling    | „Goldie“ Goldfish |
| Carl Frank       | Galloway          |
| Louis Merrill    | Jake              |
| Evelyn Ellis     | Bessie            |